# NGC 1462
NGC 1462 је спирална галаксија у сазвежђу Бик која се налази на NGC листи објеката дубоког неба.
Деклинација објекта је + 6° 58' 23" а ректасцензија 3h 50m 23,4s. Привидна величина (магнитуда) објекта NGC 1462 износи 14,4 а фотографска магнитуда 15,2. NGC 1462 је још познат и под ознакама MCG 1-10-10, CGCG 417-7, PGC 13945.